# Taiwanischer Teppichhai
Der Taiwanische Teppichhai (Cirrhoscyllium formosanum) ist ein Echter Hai aus der Familie der Kragenteppichhaie. 
Das Verbreitungsgebiet liegt im Süden Taiwans im Nordwest-Pazifik. Die Art wird von der Weltnaturschutzunion als gefährdet (vulnerable) eingestuft.

## Merkmale
Die Art ist sehr langgestreckt und schlank und erreicht eine Länge von 39 cm. Sie trägt Barteln am Hals und sechs dunklere Sättel auf dem Rücken. Die Sättel in Höhe des Unterleibs sind oval und reichen bis auf die Rückenflossen. Das Maul liegt vor den Augen. Sie hat 159 bis 167 Rückenwirbel, ohne Schwanzwirbel 112 bis 117.

## Lebensweise
Der Taiwanische Teppichhai lebt auf dem Kontinentalschelf über dem Grund in Tiefen von etwa 110 m. Über seine Ernährung ist wenig bekannt. Er ist ovipar und für Menschen ungefährlich.